# Бодок (Ковасна)
Бодок (рум. Bodoc) насеље је у Румунији у округу Ковасна у општини Бодок. Oпштина се налази на надморској висини од 539 m.

## Историја
Према државном шематизму православног клира Угарске 1846. године у месту Болон живело је 87 православних породица. Њихов православни парох је тада био поп Бекур Поповић.

## Становништво
Према подацима из 2002. године у насељу је живело 2513 становника.

### Попис2002.
| Расподела становништва по националности 2002.‍ | Расподела становништва по националности 2002.‍ | Расподела становништва по националности 2002.‍ | Расподела становништва по националности 2002.‍ | Расподела становништва по националности 2002.‍ |
| --------------------------------------------- | --------------------------------------------- | --------------------------------------------- | --------------------------------------------- | --------------------------------------------- |
|                                               |                                               |                                               |                                               |                                               |
| Румуни                                        | Румуни                                        |                                               | 86                                            | 3,4%                                          |
| Мађари                                        | Мађари                                        |                                               | 2.420                                         | 96,3%                                         |
| Роми                                          | Роми                                          |                                               | 7                                             | 0,3%                                          |

### Хронологија
| Година       | 1992 | 1993 | 1994 | 1995 | 1996 | 1997 | 1998 | 1999 | 2000 | 2001 | 2002 | 2003 | 2004 | 2005 | 2006 | 2007 | 2008 | 2009 | 2010 | 2011 | 2012 | 2013 | 2014 | 2015 | 2016 | 2017 |
| ------------ | ---- | ---- | ---- | ---- | ---- | ---- | ---- | ---- | ---- | ---- | ---- | ---- | ---- | ---- | ---- | ---- | ---- | ---- | ---- | ---- | ---- | ---- | ---- | ---- | ---- | ---- |
| Становништво | 2449 | 2438 | 2395 | 2368 | 2395 | 2404 | 2413 | 2394 | 2357 | 2381 | 2398 | 2405 | 2432 | 2470 | 2470 | 2486 | 2485 | 2492 | 2496 | 2500 | 2507 | 2546 | 2577 | 2568 | 2586 | 2596 |